# Vijl

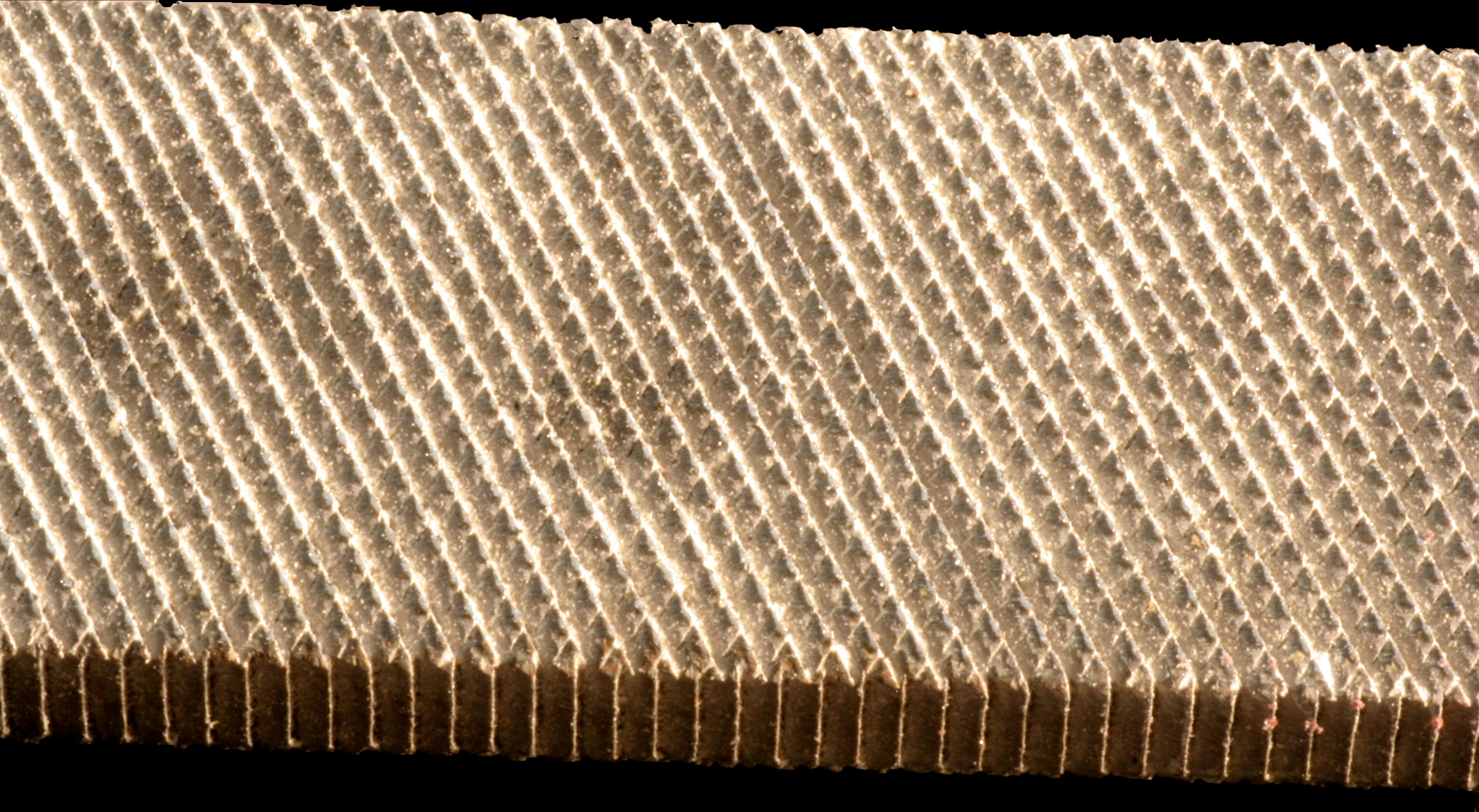
Detail van een dubbelgekapte vijl (zijkant enkelgekapt)

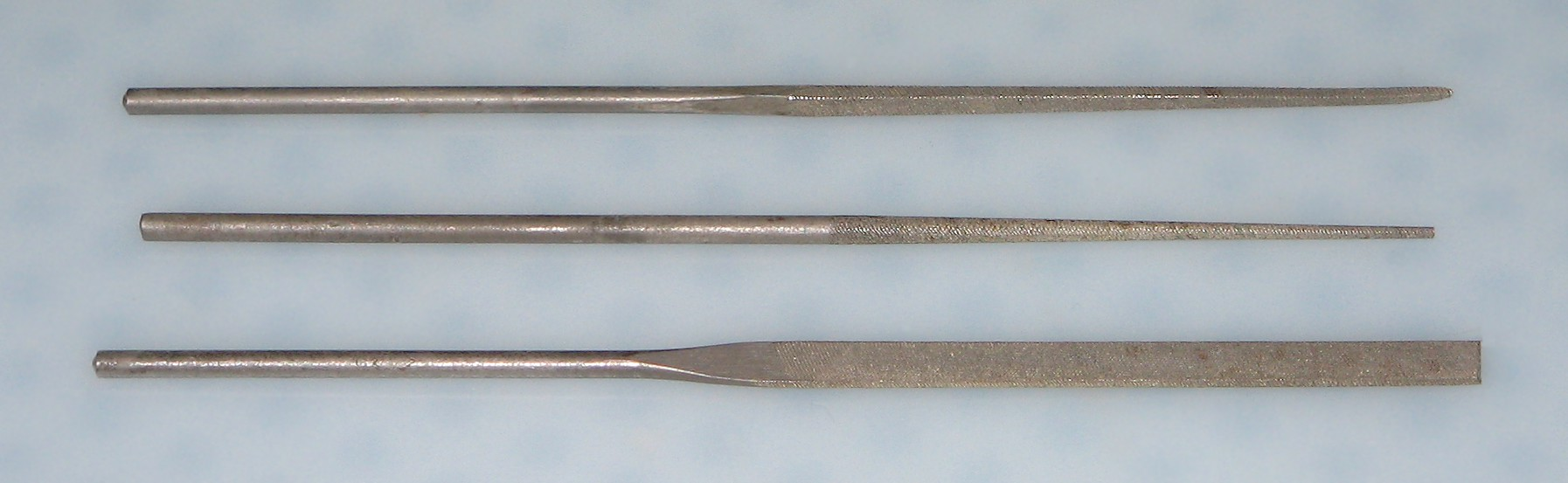
Naaldvijlen (zonder heft)

Een vijl is een stuk handgereedschap dat dient om werkstukken middels verspaning een andere vorm te geven of glad te maken. Ze worden veel gebruikt door metaalbewerkers en timmerlieden. 

## Algemeen
Een vijl bestaat uit een hardstalen blad, voorzien van snijgroeven of tandjes: de zogenaamde kap. Bij een vijl onderscheidt men de arend en het vijlblad. De arend is het ongeharde schuin verlopende gedeelte waarop het vijlheft wordt bevestigd. Het vijlblad is het geharde gedeelte waarin de snijgroeven of tandjes zijn 'gekapt'. De lengte van een vijl wordt aangegeven in Engelse duimen of in millimeters, hierbij wordt de lengte van de arend niet meegerekend. Om beter vlak te kunnen vijlen, lopen de meeste vijlen naar voren toe dunner uit. Goedkopere vijlen zijn plat en onbruikbaar voor paswerk. Om de vijl goed te kunnen hanteren is deze voorzien van een heft, dat meestal van hout of kunststof is gemaakt. Het gat in het heft dient voldoende diep en smal zijn zodat de arend er goed inklemt. Vijltjes met geringe afmetingen noemt men sleutelvijlen of naaldvijlen. Voor het scherpen van een zaag wordt vaak een zaagvijl gebruikt; het is een zoetvijl met vaak een min of meer driehoekige doorsnede die bij het uiteinde dunner is dan bij het heft.
Er zijn vijlmachines gemaakt maar die zijn nooit populair geworden. Er zijn ook lintzaagfabrikanten geweest die een lintzaag leverden met korte stukken vijl maar dit was gevaarlijk werken.

## Vijlen
Een plat vijlvlak is bedoeld voor afronden, ontbramen, enzovoort. Voor zogenaamd paswerk of vlakvijlen heeft men een bol vijlvlak nodig. Een goede paswerkersvijl heeft ten minste één vlak dat bol is.
Naar de vorm van de vijl onderscheidt men:
- Rechthoekige vijl
  - Platte vijl, rechthoekig met taps toelopend uiteinde
  - Blokvijl, rechthoekig meestal voorzien van een spaarkant
- Vierkante vijl
- Ronde vijl, ook wel rattenstaart genoemd
- Halfronde vijl
- Driehoekige vijl

Een vijl is gemaakt van gehard, gelegeerd gereedschapsstaal. Dit is staal met toevoegingen van andere metalen. Men doet dit omdat een vijl harder moet zijn dan het werkstuk. Vijlen worden door persen en slijpen in vorm gebracht. In het nog niet geharde staal worden de tanden met speciale machines in de vijl gekapt of erin gefreesd. Daarna wordt de vijl in een hardingsoven gehard om deze sterk, hard en slijtvast te maken. De arend wordt daarbij niet gehard. Een vijl met gefreesde kap is erg geschikt voor het vijlen van zachte materialen zoals koper en zink. Omdat de vertanding grof is, zal de vijl niet zo snel 'verstopt' raken. Een heel grof bekapte vijl heet rasp en wordt onder andere gebruikt door de timmerman voor het bewerken van hout, ook de hoefsmid gebruikt deze voor het bekappen van hoeven.

## Kap
Naar de vorm van de kap worden onderscheiden:
- Vijlen met enkele kap; een vijl met enkele kap heeft een groot aantal schuin gekapte groefjes. Vijlen met een enkele kap zijn geschikt voor het bewerken van zachte materialen. Het vijlsel valt gemakkelijk uit de tanden. Op de draaibank bruikbaar voor het maken van afrondingen.
- Vijlen met dubbele kap; hier zijn de snijkanten in twee richtingen (gekruist) aangebracht. Er is dan een groot aantal scherpe tandjes. Het is de normale kap voor het vijlen van staal. Vijlen met dubbele kap zijn niet geschikt voor het bewerken van erg zachte materialen. De tandjes houden het vijlsel van het zachte materiaal vast, waardoor het vijlen steeds moeilijker gaat. Deze vijlen zijn daarentegen wel geschikt voor het bewerken van hardere materialen.

De fijnheid van de kap onderscheidt men van grof naar fijn in:
- Basterd
- Halfzoet
- Zoet

Voor het bewerken van gehard materiaal, zoals de snijplaat van een matrijs, bestaan er vijlen bekleed met diamantkorrel en/of diamantpasta.

## Techniek
Vijlen is een verspanende bewerking die doorgaans met de hand wordt uitgevoerd. Bij het vijlen wordt het werkstuk in de regel ingespannen in een bankschroef. Het werkstuk dient steeds zo diep mogelijk te worden ingespannen zodat het materiaal tijdens de bewerking niet gaat trillen of kan ombuigen. Ook verhindert men hiermee dat, vooral bij plaatmateriaal, een hels lawaai ontstaat. Bij het vijlen dient bij de heengaande beweging druk op de vijl te worden uitgeoefend, zodat de tanden goed in het materiaal kunnen dringen. Bij de teruggaande beweging snijden de tanden niet, er dient dan geen druk te worden uitgeoefend. Een te hoge druk bij de teruggaande slag kan zogenaamde rollers met diepe krassen veroorzaken. Voor bredere vlakken is de kruisstreek de beste methode. Hierbij wordt diagonaal twee keer in het midden gevijld terwijl de hoekpunten eenmaal afgenomen worden, hierdoor wordt het vlak minder snel bol. Lange smalle vlakken moeten altijd in de lengterichting, worden gevijld. De vijl heeft dan de meeste ondersteuning. Sommige vijlen hebben een ongetande (ongekapte) zijkant die men spaarkant noemt. Het doel is, te voorkomen dat bij het vijlen in een hoek het niet te bewerken vlak wordt beschadigd. Er dient voor gezorgd te worden dat de spaarkant aan de goede kant zit bij het vijlen. Als een aantal vijlkappen van de vijl verstopt raakt door vijlsel, gaan de tandjes steeds slechter snijden. Het vijlsel kan verwijderd worden met een vijlenborstel of met een plaatje zacht metaal zoals messing of aluminium. Vijlen met een fijne vertanding, zoetvijlen, worden ook wel ingekrijt om te voorkomen dat spanen tussen de tanden komen.